# Eptesicus nilssonii
El murciélago norteño o murciélago hortelano norteño (Eptesicus nilssonii) en una especie de murciélago microquiróptero de la familia Vespertilionidae. Se encuentra tanto en Europa como en Asia, siendo el quiróptero de distribución más septentrional y considerado como una especie no migratoria.

## Morfología
Es un microquiroptero de tamaño medio y de aspecto similar a los murciélagos bicolor (Vespertilio murinus) y hortelano (Eptesicus serotinus). El pelaje dorsal del murciélago norteño es largo e hirsuto, con la base de cada uno de los pelos de color pardo oscuro o negruzco y las puntas claras y lustrosas, que contrastan con el pelaje ventral pardo amarillento. Los ejemplares juveniles suelen ser de color más oscuro que los adultos. La cola, nariz, orejas, así como el patagio, son de color negro o marrón negruzco. Las orejas son, además, redondeadas y cortas, con el trago corto y curvado hacia dentro. Las alas son moderadamente amplias y largas, y con las puntas redondeadas. El plagiopatagio empieza en la base de los dedos del pie y la cola sobresale entre tres o cuatro cm del uropatagio.
Puede llegar a tener una longitud cabeza - cuerpo de entre 48 y 70 milímetros, con una envergadura de 270 mm y un peso de 8 a 14 gramos.
Posee una robusta dentición, cuya fórmula dentaria es la siguiente:
| Dentición |
| --------- |
| 2.1.1.3   |
| 3.1.2.3   |

## Distribución y hábitat
Es una especie paleártica, su área de distribución comprende desde Francia oriental, pasando por Europa central y septentrional, a través de Asia hasta la costa del Pacífico y Japón, con además, una población aislada en el Cáucaso. En Europa se encuentra, principalmente, en Europa oriental y Escandinavia, más allá del círculo polar ártico, siendo en Europa occidental esporádico. En Asia el límite de su distribución meridional es incierto, debido a que su registro es aislado y escaso.
Habita en una amplia variedad de hábitats, desde la taiga hasta el desierto, preferentemente en estribaciones de montaña y zonas montañosas de media altitud, lugares abiertos de matorral, zonas arboladas y poblaciones agrarias. En el sur de su distribución prefiere la zona alpina, donde se le encuentra hasta los 2.000 metros de altitud.

## Comportamiento

### Alimentación
Cada noche realiza dos vuelos de caza: uno al atardecer y otro al alba. Vuelan continuamente buscando presas en trayectorias de vuelo rectas o ligeramente curvas. Suele cazar sobre tierras de cultivo, bosques, por encima del agua y en torno a luces artificiales, estas últimas proveen de sustento a varias especies de murciélagos en periodos que podrían ser críticos para su supervivencia y reproducción.
Se alimenta exclusivamente de insectos voladores que atrapa y come en pleno vuelo, a una altura de entre 2 y 20 metros del suelo. Los análisis de heces sugieren que la mayor parte de su dieta se compone de dípteros, pero que, además, se alimenta frecuentemente de polillas, pequeños escarabajos y otros insectos que vuelan sobre el agua.

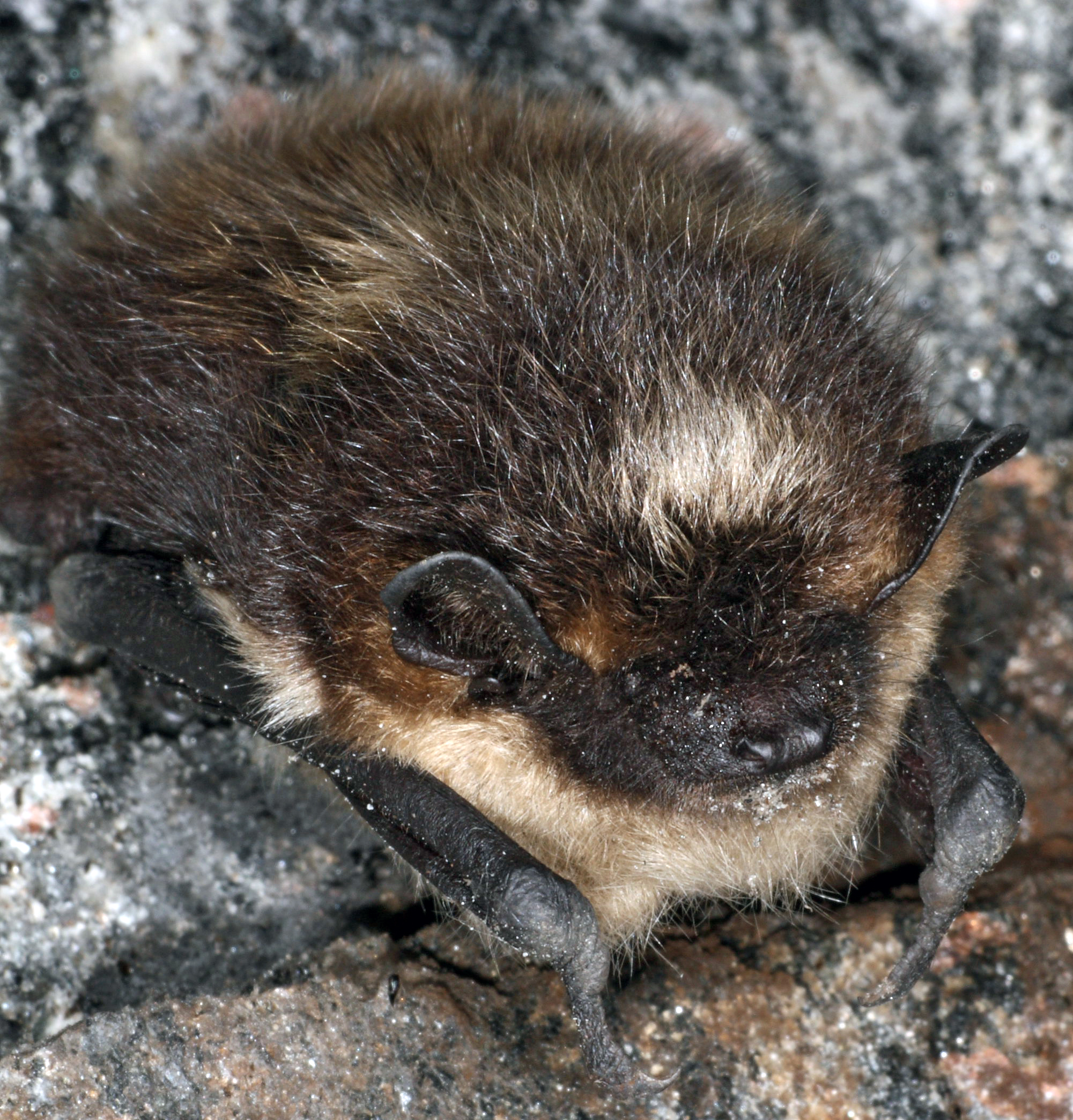
Murciélago norteño hibernando en Modum, Noruega.

### Hibernación
Ocupan los refugios de hibernación hacia octubre y los abandona en marzo o abril, con diferencias regionales. La hibernación tiene lugar en casas, sótanos, y ocasionalmente en minas y cuevas.

### Reproducción
En verano los machos son solitarios, mientras que las hembras forman colonias se cría que suelen contener entre 10 y 70 hembras que se dispersan cuando las crías empiezan a volar en agosto. El murciélago norteño es una especie monoéstrica y los nacimientos son de junio a julio. El parto tiene lugar en unos pocos minutos, durante el cual las madres se cuelgan cabeza abajo con la cola doblada hacia dentro, naciendo la cría con los ojos cerrados, casi lampiña y de color rosado. Unos minutos después del nacimiento la madre lame a la cría, limpiándola y corta el cordón umbilical. Suelen tener una cría por camada, pero en las poblaciones meridionales no son infrecuentes los gemelos. Los jóvenes comienzan a alimentarse por sí mismos y a volar fuera del refugio a las 2 o 3 semanas de vida, en pleno verano y coincidiendo con la abundancia máxima de insectos.

## Subespecies
Se reconocen las siguientes subespecies:
- Eptesicus nilssonii nilssonii
- Eptesicus nilssonii parvus